# Marie Leszczyńska

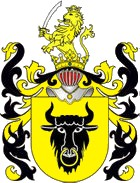
Den polska adelsklanen Wienawas vapensköld, till vilken familjen Leszczyński hörde

Marie (Maria Karolina Zofia Felicja) Leszczyńska, född 23 juni 1703 i Trebnitz i Schlesien (nuvarande Trzebnica i Polen), död 24 juni 1768 i Versailles i Frankrike, var drottning av Frankrike och gift med kung Ludvig XV av Frankrike. Hon var drottning i 43 år, längre än någon annan fransk drottning.

## Tidigt liv

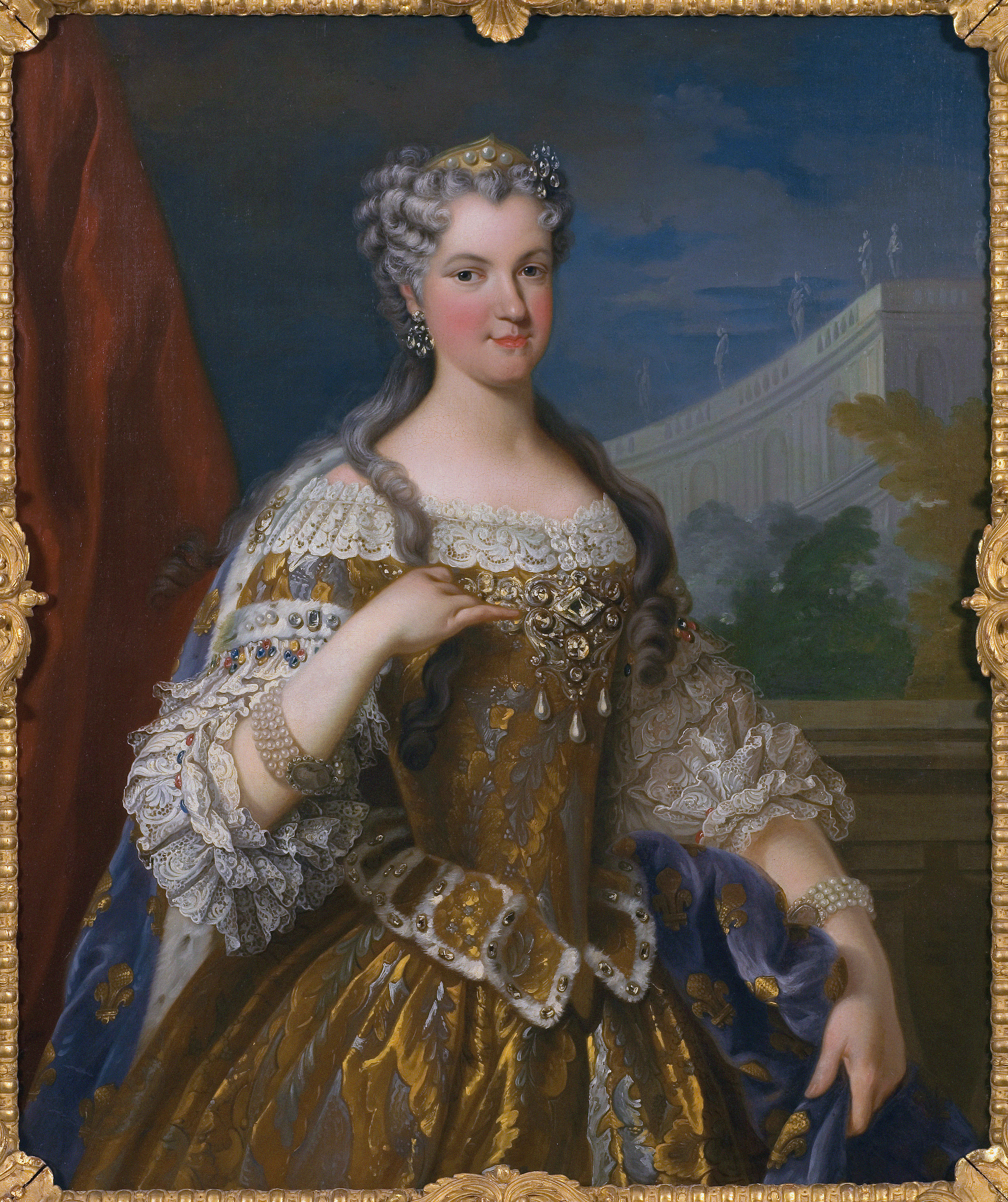
Maria Charlotta Leszczynska, 1703-1768, prinsessa av Polen, drottning av Frankrike - Nationalmuseum - 15860FXD

Marie var dotter till Stanisław I Leszczyński och Katarzyna Opalińska. Hennes far valdes år 1704 till polsk kung med stöd av Karl XII, stöddes på sin tron av svensk vapenmakt, och tvingades lämna Polen då den svenska krigslyckan vände år 1709. 
Vid familjens flykt kom Marie bort från de andra tillsammans med sin sköterska.  En version sade att de sedan hittades gömda i en krubba i ett stall, medan en annan att de hade gömt sig i en övergiven gruva.

### Exil
Familjen understöddes av Karl XII, som anvisade dem en bostad i Kristianstad: de välkomnades först formellt i Stockholm av änkedrottning Hedvig Eleonora.  De umgicks under tiden i Sverige med adeln på den omkringliggande landsbygden och blev där populära i sällskapslivet. År 1712 besökte familjen Medevi brunn.  Leszczyńska bodde som barn tre år i Kristianstad och talade utmärkt svenska med skånsk dialekt och brukade hälsa svenska sändebud till det franska hovet med orden "Var hälsad kära hjärtat".
År 1714 fick de av Karl XII tillstånd att bosätta sig i svenska Zweibrücken i Tyskland, där de levde på rikets inkomster fram till 1718.   De tvingades flytta från Zweibrücken när det ärvdes av en kusin vid Karl XII:s död.  Ulrika Eleonora av Sverige medlade då hjälp till hertigen av Lorraine, som lyckades skaffa dem en bostad. Familjen flyttade därefter till Frankrike, där de levde i ett stort hus i Wissembourg i Alsace på bekostnad av Frankrikes ställföreträdande regent, Filip av Orleans.  

### Giftermål
Olika äktenskap övervägdes för Marie. Det förhandlades om äktenskap mellan henne och  hertigen av Bourbon och Charles av Bourbon, greve av Charolais, samt hertigen och prinsen av Baden, och hon mottog också ett frieri från markisen av Courtanvaux. År 1724 rekommenderades hon också som brud åt den nye hertigen av Orleans.  Inget av förslagen realiserades.
Marie blev år 1725 slutligen placerad i den lista på 99 tänkbara brudar år Ludvig XV.  År 1723 hade Ludvig blivit sjuk, och detta orsakade en oro över risken att han kunde dö utan att ha avlat en tronarvinge. Det ansågs därför viktigt att arrangera ett äktenskap för honom så snart som möjligt, med en vuxen kvinna som så snart som möjligt kunde börja föda barn.  Urvalet gjordes av hertigen av Bourbon och hans mätress Jeanne Agnès de Prie, med kardinal Fleury, kungens inflytelserike rådgivare, som deras motpart. 
Marie avlägsnades tidigt från listan då hon ansågs ha för låg rang i egenskap av dotter till en endast vald och dessutom avsatt före detta kung. De kvarvarande alternativen på listan innebar dock så många potentiella problem för de olika partierna vid hovet att de ansvariga inte kunde enas, och när alla mer prestigefyllda alternativ bedömts som politiskt omöjliga, blev alternativet Marie Leszczyńska plötsligt återigen aktuellt. 
Anledningen till valet av Marie var att hon till slut kvarstod som det enda alternativet på listan som saknade politiska spänningar.  Som dotter till en avsatt kung utan land saknade hon alla former av potentiellt skadliga utländska dynastiska allianser, förväntades vara ofarlig för alla parter vid hovet, och enbart tacksam för att bli drottning.  Hennes ålder och goda hälsa gjorde det dessutom möjligt för henne att börja föda barn och säkra tronföljden omedelbart. 
Då trolovningen tillkännagavs möttes den med ogillande av både hovet och allmänheten, som ansåg den vara en messallians då Maries far varit monark en så kort tid, och rykten spreds ut att bruden var ful, steril och led av epilepsi och skrofler.  Marie gjorde sig dock populär redan då hon under sin resa till bröllopet i Fontainebleau delade ut allmosor till fattiga. 
Den första vigselceremonin per procura ägde rum i Strasbourg 15 augusti 1725, och den andra i Fontainebleau med båda parter närvarande 5 september. 
Hennes far Stanislaw blev 1738 utnämnd till titulärmonark (hertig) av Lorraine.

## Drottning

### Äktenskap

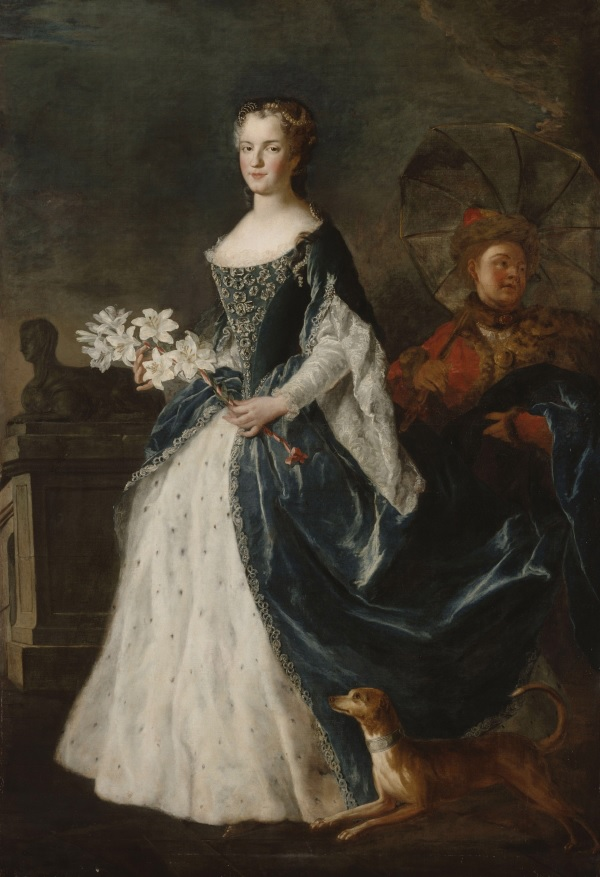
Maria Leszczyńska 1730, av Alexis Simon Belle.

Ludvig XV ska ha blivit förälskad i Marie Leszczyńska vid deras första möte, och äktenskapet beskrivs initialt som lyckligt.  Hon fick kardinal Fleury, som tagit hand om Ludvig som barn, till sin kaplan för att kunna lära känna Ludvig bättre, och kungen ska ha varit trogen henne under de första åren av deras äktenskap.  Ludvig kom att stå i ett sexuellt beroende till Marie, som i början av deras äktenskap var närmast konstant gravid. 
Marie Leszczyńska beskrivs som from, blyg och tillbakadragen, med ett alldagligt utseende som tidigt mattades av hennes många graviditeter. Hon åldrades tidigt och beskrivs redan i fyrtioårsåldern som en gumma insvept i sjalar och mössor, som ägnade sig åt böner, handarbete och goda gärningar.  Hon lyckades aldrig komma över den respekt hon kände för Ludvigs rang utan behandlade honom med en skygg ödmjukhet som med tiden tråkade ut kungen, då han lätt blev rastlös och Marie inte förmådde underhålla honom. 
Kungens trohet uppfattades inte som något positivt vid det franska hovet, där medlemmarna av hovadeln gärna såg att kungen tog sig en mätress, då detta kunde skaffa dennas familj fördelar i form av titlar, ämbeten och gods.  
Kardinal Fleury ville förhindra att Marie Leszczyńska skaffade sig politiskt inflytande över kungen, och såg därför gärna att Ludvig XV skaffade sig en mätress utan politiska ambitioner, och Fleury ska ha understött kungen i dennes första äktenskapsbrott.  År 1732 tog Ludvig XV sin första mätress, grevinnan de Mailly, och efter detta försämrades relationen mellan kungaparet.  Vid födseln av parets yngsta barn Louise 1737 genomgick Marie en svår förlossning och varnades för en ny graviditet. Från år 1738 vägrade Marie ha samlag med Ludvig, och samma år offentliggjorde han slutligen sin första mätress.
Detta innebar en slutlig brytning mellan kungaparet, och i fortsättningen träffades Marie och Ludvig inte längre i enrum och uppträdde endast tillsammans vid ceremoniella tillfällen. 
Makens rad av älskarinnor blev med tiden allt längre.  Den mest berömda av dem är madame de Pompadour, som är den enda Marie tycks ha haft ett relativt gott förhållande till, då denna behandlade henne med respekt och hänsyn och aldrig provocerade henne.  Marie tog Ludvigs otrohet med diskretion och värdighet och drog sig tillbaka inom en sluten sfär av hovdamer och nära vänner.  Under en tid av spänning mellan Frankrike och Österrike ryktades hon själv ha ett förhållande med Österrikes ambassadör Florimond Claude de Mercy-Argenteau, men detta ansågs inte trovärdigt utan avfärdades som hovskvaller. 
Hon beskrivs som en lydig dotter som alltid visade sina föräldrar lojalitet och respekt, och mottog samma lojalitet från barn och barnbarn, som oftast tog hennes sida mot faderns mätresser.  Hon ogillade sonens andra äktenskap med Maria Josefa av Sachsen (1747), vars familj ersatt hennes på den polska tronen, men konflikten lade sig då svärdottern förklarade sig vara hennes fars beundrare.

### Roll som drottning

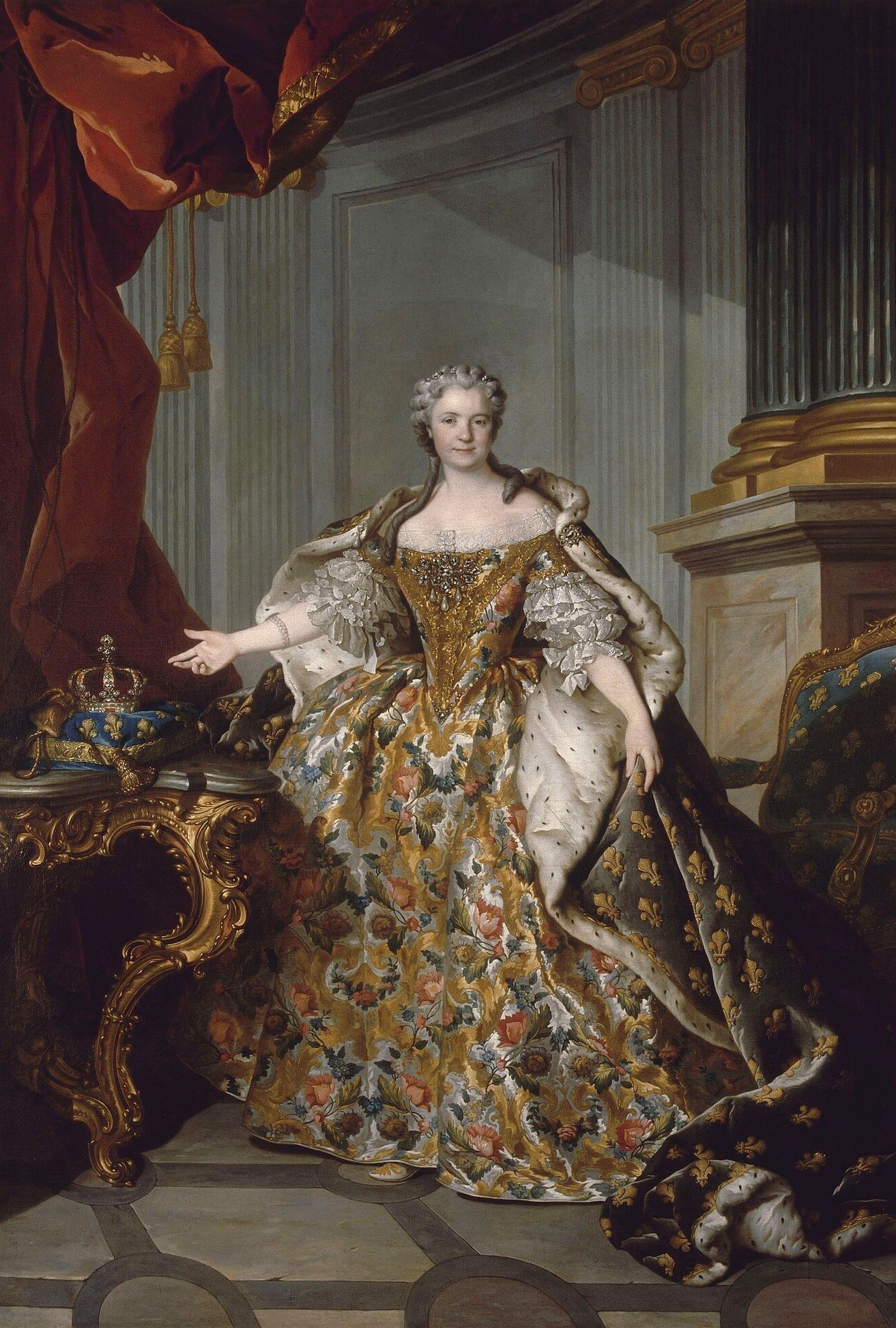
Marie Leszczynska formellt klädd som drottning av Frankrike.

Marie Leszczyńska utövade aldrig något politiskt inflytande.  År 1726 uppkom en konflikt mellan Marie Leszczyńska och kardinal Fleury. Marie Leszczyńska, som hade blivit övertygad om att hon stod i tacksamhetsskuld mot hertigen av Bourbon för att ha blivit drottning, lät sig utnyttjas i dennas intrig för att bli av med kardinal Fleury.  Denna intryck misslyckades och ledde istället till att Bourbon förvisades från hovet.  Kungen tog illa upp av Maries försök att blanda sig i politiken, och instruerade henne att i fortsättningen alltid rätta sig efter Fleury.  Efter detta gjorde hon aldrig något försök att ingripa i politiken.   Hon räknades dock åsiktsmässigt till Dévots, det katolska partiet vid hovet, och liksom sin mor förde hon en politisk korrespondens med Arvid Horns maka Margareta Gyllenstierna.  Hon stödde rent privat sin fars anspråk på den polska tonen under det polska tronföljdskriget.   
Som drottning mottog Marie Leszczyńska vid sin ankomst till det franska hovet en hovstat vars poster hade besatts av medlemmar av hovadeln lojala till hertigen av Bourbon, och hon accepterade att posterna i hennes hushåll tillsattes med utgångspunkt från rang snarare än hennes personliga smak.  Initialt bemöttes hon inte med någon större respekt vid hovet, där hon ansågs vara av för låg börd för att bli drottning.  Hon saknade inflytande och lyckades därför aldrig skapa sig en egen maktbas, utan levde i skuggan av sin make.  Då hon ville be om tjänst till någon vän eller tillsätta en post i sitt hushåll, tvingades hon be kardinal Fleury och därefter Marc-Pierre de Voyer de Paulmy d'Argenson att be kungen för hennes räkning, istället för att be honom direkt. 
Eftersom hon saknade en personlig dynastisk betydelse och maktbas, värdesatte Marie Leszczyńska hovetiketten, som kunde hävda henne mot hovadeln genom att framhäva hennes rangmässiga betydelse som drottning, och hon var känd för att följa den strikta etiketten till punkt och pricka, och noggrant fullfölja alla sina ceremoniella skyldigheter som drottning.  Hon deltog dock inte i hovlivet mer än vad som var nödvändigt för att fullfölja sina representativa skyldigheter, och föredrog att dra sig undan till en mindre vänkrets i hennes privata rum så snart de var gjorda.  Hon beskrivs som from och ödmjuk, med en tillbakadragen läggning och ett anspråkslöst privatliv, tyckte om god mat och ägnade sig främst åt att utöva katolicismen och religiöst motiverad välgörenhet mot de fattiga.  
Marie Leszczyńska var konst- och musikintresserad, agerade mecenat för artister, målade själv och förfärdigade ett antal anonyma pamfletter med spetsfundigheter om livet vid det franska hovet.  Hon brevväxlade även med Voltaire.  Hon träffade Farinelli (1737) och även Mozart (1764) som hon fann mycket charmerande: hon fick då tjänstgöra som tolk, eftersom resten av den franska kungafamiljen inte talade tyska.  Hennes bidrag till hovlivet var de polska körkonserter som hölls varje vecka.  Hennes underhåll ansågs vara lågt för en drottning, och hon stod ofta i skuld efter sitt favoritspel cavagnole, då varken maken eller fadern brydde sig om att betala hennes räkningar. 
Marie Leszczyńska är ihågkommen som en av Frankrikes mest populära drottningar.  Hennes anspråkslösa privatliv och hennes sätt att döva sorgen över makens otrohet med böner och välgörenhet motsvarade kyrkans ideal av en idealisk hustru och drottning, och gav henne smeknamnet "Den goda drottning Marie". 

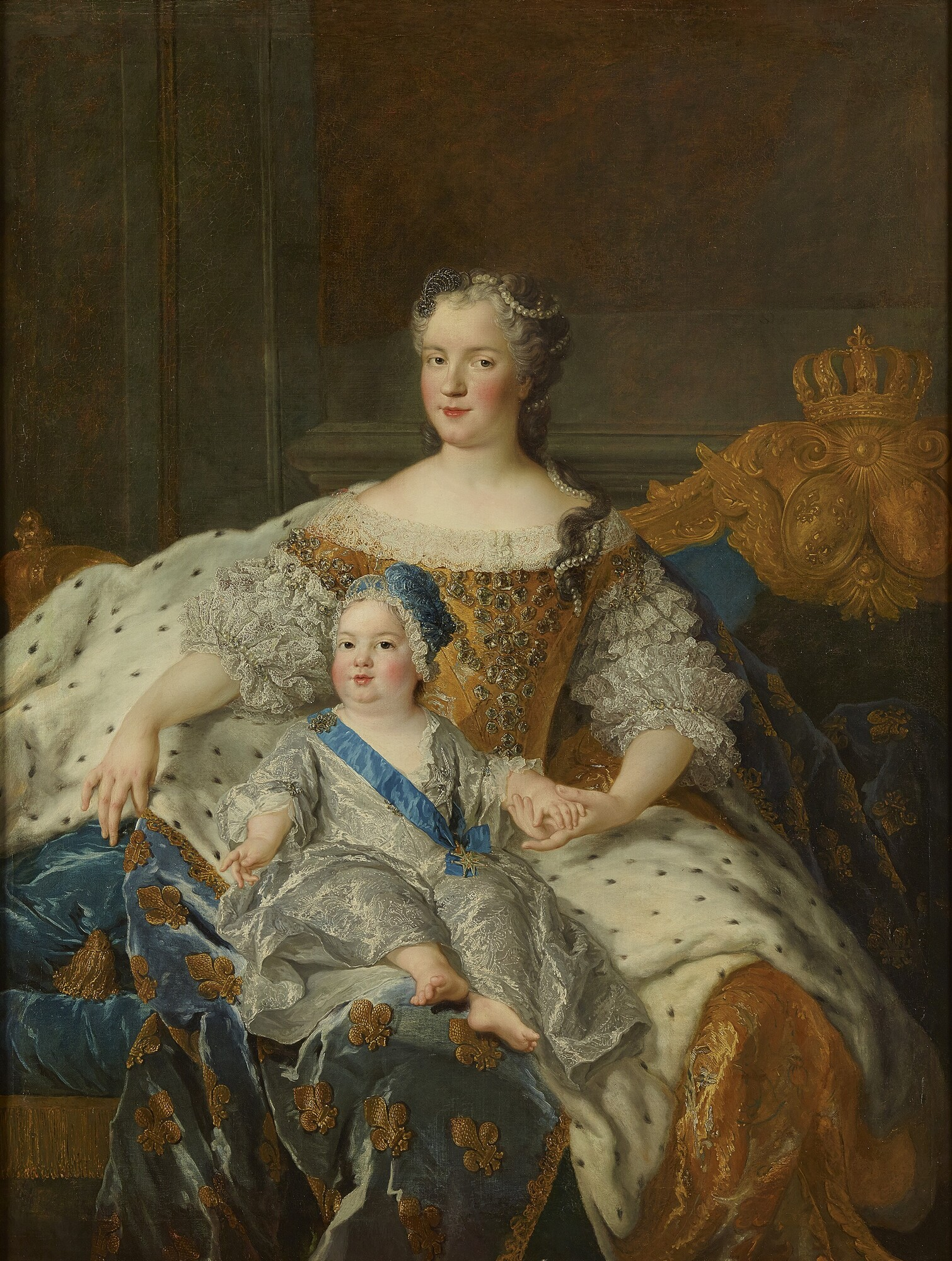
Marie Leszczyńska med sin son Ludvig, tronarvingen. Porträtt från år 1730 av Alexis Simon Belle.

## Barn
1. tvillingarna Louise Élisabeth av Frankrike (1727–1759) och Anne Henriette av Frankrike (1727–1752)
2. Marie Louise av Frankrike (1728–1733)
3. Ludvig av Frankrike; dauphin (1729-1765)
4. Philippe av Frankrike, hertig av Anjou. (1730–1733)
5. Marie Adélaïde av Frankrike (1732–1800)
6. Victoire Louise Marie Thérèse av Frankrike (1733–1799)
7. Sophie Philippine Élisabeth Justine av Frankrike (1734–1782)
8. Marie Thérèse Félicité av Frankrike (1736–1744)
9. Louise Marie av Frankrike (1737–1787) och saligförklarad abbedissa av Saint Denis.